# Proton
A proton (görög πρῶτον (protos) jelentése ős, első) egy szubatomi részecske, jele p vagy p+. Töltése egységnyi pozitív elemi töltés. Minden atom magjában jelen van egy vagy több proton. Az atomban lévő protonok száma – azaz a rendszám – határozza meg a kémiai elemek minőségét, ez a rendszerezésük alapja. A proton nevet Ernest Rutherford adta a hidrogén atommagnak 1920-ban, mert az azt megelőző években ő fedezte fel, hogy a hidrogén atommag (az ismert legkönnyebb atommag) kinyerhető nitrogén atommagokból ütköztetés útján; és így feltételezhető volt, hogy egy alapvető részecske, amely építőeleme a nitrogénnek, és minden egyéb nehezebb atommagnak is.
A modern részecskefizika standard modelljében a proton egy kvarkokból álló hadron. Azt megelőzően, hogy a modell konszenzusra talált a fizikus közösségben, a protont elemi részecskének tartották. A modern vélekedés szerint a proton három kvarkból áll: két up kvarkból és egy down kvarkból. A kvarkok nyugalmi tömegéről azt gondolják, hogy a proton tömegének mindössze 1%-át adják. A fennmaradó tömeget a kvarkok kinetikus energiája és az azokat összekapcsoló gluon mezők energiája adja.
Mivel a proton nem elemi részecske, ezért fizikai mérettel rendelkezik – habár ez nem tökéletesen definiált, mert a proton felszíne kissé „elmosódott” amiatt, hogy a proton felületét meghatározó erőhatások nem érnek hirtelen véget. A proton körülbelül 1,6-1,7 femtométer átmérőjű.

## Története

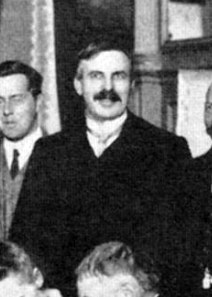
Ernest Rutherford az első Solvay konferencián, 1911-ben.

Hosszú idő alatt fejlődött ki az a koncepció, miszerint egy hidrogén-szerű részecske összetevőjét képezi más atomoknak. William Prout már 1815-ben felvetette, hogy valamennyi atomot hidrogénatomok (melyeket protyle-nek nevezett) építenek fel; mindezt a relatív atomtömegek korai értékeinek egyszerűsített interpretációjára alapozva (lásd Prout-hipotézis). Ezt később megcáfolták az értékek pontosabb megmérésével.
1886-ban Eugen Goldstein felfedezte az anódsugarakat, és kimutatta, hogy azok gázokból előállított pozitív töltésű részecskék (ionok). Mivel azonban a különböző gázokból előállított részecskék különböző töltés/tömeg aránnyal bírtak, nem lehetett azokat egyetlen részecskének tekinteni, ellentétben a J. J. Thomson felfedezte negatív elektronokkal.
Miután Ernest Rutherford felfedezte az atommagot 1911-ben, Antonius van den Broek felvetette, hogy minden elem helye a periódusos rendszerben (azaz rendszáma) megegyezik az atommagjának töltésével. Ezt Henry Moseley bizonyította be kísérleti úton 1913-ban, röntgen spektroszkópia segítségével.
1917-ben (a kísérleteket 1919-ben publikálták) Rutherford bebizonyította, hogy a hidrogén atommag jelen van más elemek atommagjában, ezt az eredményét rendszerint a proton felfedezésének tekintik. Rutherford korábban már felismerte, hogy a hidrogén gázba csapódó alfa-részecskék egyfajta hidrogén atommagokból álló sugárzást idéznek elő, melyeket szcintillációs detektorral és azok egyedi, levegőbeli penetrációs képük alapján azonosított. A kísérletek akkor kezdődtek, amikor Rutherford észrevette, hogy amikor az alfa-részecskéket a levegőbe (melynek kb. 78%-a nitrogén) lőtte, a szcintillációs detektorok tipikus hidrogén atommagok jelenlétét jelezték, mint keletkezett terméket. A kísérlet után Rutherford a reakciót a levegőben lévő nitrogénre vezette vissza, és megállapította, hogy tiszta nitrogéngáz használata esetén nagyobb az elért hatás. Kimutatta, hogy ez a hidrogén csak a nitrogénből jöhet, következésképpen a nitrogénnek tartalmaznia kell a hidrogén atommagot. A hidrogén atommagot az alfa-részecske becsapódása lökte ki, a folyamat eredményeképpen 17O-t állítva elő.
14N + α → 17O + p.
Ez volt az első feljegyzett magreakció, melyet később ködkamrában közvetlenül is megfigyeltek 1925-ben.
Rutherford tudta, hogy a hidrogén a legegyszerűbb és legkönnyebb elem, illetve befolyásolta Prout hipotézise, mely szerint a hidrogén az építőköve az összes többi elemnek. Annak felfedezése, hogy a hidrogén atommag mint elemi részecske van jelen más atommagokban, arra késztette Rutherfordot, hogy különleges elnevezéssel illesse a hidrogén atommagot, mint részecskét; mivel sejtette, hogy a legkönnyebb hidrogén csak egy ilyen részecskét tartalmaz. Az atommag új alapvető építőkövét protonnak nevezte el, a görög πρῶτον (első) szó után. Ugyanakkor Rutherford fejében járhatott a Prout használta protyle kifejezés is. Rutherford beszédet mondott az 1920. augusztus 24-én kezdődő British Association for the Advancement of Science cardiffi konferenciáján. Rutherfordot Oliver Lodge kérdezte a pozitív hidrogén atommag új nevéről, hogy össze ne tévesszék a semleges hidrogénatommal. Ő kezdetben a proton és prouton (Prout nevéből) elnevezéseket javasolta. Rutherford később arról számolt be, hogy a találkozó elfogadta javaslatát, hogy a hidrogén atommag elnevezése „proton” legyen, követve Prout „protyle” szavát. A proton szó első használatára a tudományos szakirodalomban 1920-ban került sor.

## Leírása
A protonok ½-es spinű fermionok; három vegyértékkvarkból állnak, így a barionok (a hadronok alosztálya) közé tartoznak. A protont alkotó két up kvarkot és egy down kvarkot a gluonok által közvetített erős kölcsönhatás tartja össze. A modern látásmód szerint a protont a vegyértékkvarkok (up, up, down); a gluonok; és átmeneti kvark-antikvark párok (kvarktenger) alkotják. A proton közelítően exponenciális lecsengésű pozitív töltéseloszlással rendelkezik, melynek közepes sugara 0,8 fm.

## Stabilitása
A szabad (nukleonokhoz vagy elektronhoz nem kötődő) protonok stabil részecskék; spontán, egyéb részecskékre történő lebomlásukat nem figyelték meg. A szabad protonok a természetben számos helyen megtalálhatóak, ahol az energia vagy a hőmérséklet elég magas ahhoz, hogy elválassza őket az elektronoktól, melyekhez a proton elektromosan vonzódik. Szabad protonok léteznek a plazmában, amelyekben a hőmérséklet túl magas ahhoz, hogy kombinálódhassanak az elektronokkal. Nagy sebességű és energiájú szabad protonok alkotják a kozmikus sugárzás 90%-át, amely a csillagközi térben terjed. A szabad protonok származhatnak közvetlenül az atommagból néhány ritka típusú radioaktív bomlás eredményeképpen; illetve (elektronok és antineutrínók mellett) az instabil szabad neutron radioaktív bomlásából.
Szabad proton spontán bomlását még sohasem figyelték meg, tehát stabil részecskének tekinthető. Azonban néhány nagy egyesített részecskefizikai elmélet megjósolta, hogy proton bomlására nagyságrendileg 1036 év múlva kerül sor; illetve kísérletileg megállapították a proton átlagos élettartamának alsó korlátját különböző feltételezett bomlásokhoz.
A japán Super-Kamiokande detektorban végzett kísérletek alsó határértéket adtak a proton átlagos élettartamára; antimüonra és semleges pionra való bomlás esetén 6,6·1033 év; pozitronra és semleges pionra való bomlás esetén 8,2·1033 év. Egy további kísérlet a kanadai Sudbury Neutrínó Obszervatóriumban oxigén-16-ból származó proton bomlásából keletkezett maradék atommagból eredő gamma sugarak után kutatott. Ezt a kísérletet úgy tervezték, hogy bármelyen bomlástermékre való bomlást detektáljon; és a proton élettartamának alsó korlátját 2,1·1029 évben állapították meg.
Azonban köztudott, hogy a protonok képesek átalakulni neutronná az elektronbefogás, más néven inverz béta-bomlás során. A szabad proton esetében ez a folyamat nem fordul elő spontán, csak ha biztosított a megfelelő mennyiségű energia:
p+ + e– → n0 + νe
A folyamat reverzibilis, a neutron visszaalakulhat protonná a radioaktivitás egy közönséges fajtája, a béta-bomlás során. Tény, hogy a neutronok ily módon bomlanak, átlagos élettartamuk mindössze 15 perc.

## Kvarkok és a proton tömege
A kvantum-színdinamika – amely a nukleáris erők modern elmélete – a proton és neutron tömegének legnagyobb részét a speciális relativitással magyarázza. A proton tömege mintegy 80–100-szor nagyobb, mint a felépítő kvarkok nyugalmi tömegeinek összege, míg a gluonok nyugalmi tömege zérus. A protonon belüli régióban lévő kvarkok és gluonok extra energiája, összehasonlítva a kvantum-színdinamika vákuumállapotában (QCD vacuum) lévő kvarkok nyugalmi energiájával, a tömeg 99%-át teszi ki. A proton nyugalmi tömege tehát a részecskét felépítő kvarkok és gluonok mozgó rendszerének invariáns tömegével azonos; és az ilyen rendszerekben még a tömegtelen részecskék energiája is a rendszer nyugalmi tömegének részét képezi.
A protont felépítő kvarkok tömegére két kifejezés is használatos: az érvényes kvark tömeg egy önmagában vett kvark tömegét; míg a konzisztens kvark tömeg az érvényes kvark tömegét, plusz a kvarkot körülvevő gluon részecske mező tömegét jelenti. Ezen tömegek értéke általában nagyon eltérő; a proton tömegének legnagyobb része az azt felépítő kvarkokat összekötő gluonokból származik, nem pedig magukból a kvarkokból. Habár a gluonok eredendően tömeg nélküliek, rendelkeznek energiával – konkrétabban: kvantum-színdinamikai kötési energiával (quantum chromodynamics binding energy – QCBE) – és ez az, amely hozzájárul a proton össztömegéhez (lásd speciális relativitáselmélet). Egy proton tömege körülbelül 938 MeV/c², amelyből a három vegyértékkvark nyugalmi tömege mindössze 11 MeV/c², a fennmaradó tömeg nagy része a gluonok energiájának tudható be.
A proton belső dinamikája bonyolult, mert azt a kvarkok gluon cseréje, és a kvarkok különböző vákuum kondenzációkkal való interakciói határozzák meg. A kvantum-színdinamikai szövedék (Lattice QCD) megközelítés elvben közvetlen számítási módot ad a proton tömegének kiszámítására az elmélet alapján, bármely pontossággal. A legutóbbi számítások azonban azt állítják, hogy a proton tömege kisebb, mint 4%-os pontossággal meghatározható, akár 1%-os pontossággal is (lásd Figure S5, Dürr és munkatársai). Ezek az állítások még mindig ellentmondásosak, mert a számításokat még nem lehet olyan könnyű kvarkokkal elvégezni, mint amilyenek azok a valós világban. Ez azt jelenti, hogy az előrejelzés extrapolációs folyamat eredményeképpen állt elő, amely szisztematikus hibákat vezethet be. Nehéz megmondani, hogy ezeket a hibákat megfelelően vették-e figyelembe, mert azok a mennyiségek – amelyeket a kísérleti eredményekhez hasonlítottak – hadronok tömegei, melyek előre ismertek.
Ezeket a legfrissebb számításokat masszív szuperszámítógépekkel végezték, és ahogyan azt Boffi és Pasquini megjegyzi: „a nukleon szerkezet részletes leírása még mindig hiányzik, mert … a hosszú távú viselkedés nonperturbatív és/vagy numerikus kezelést igényel…” A proton szerkezetének további koncepcionális megközelítései: az eredetileg Tony Skyrmetől származó topológiai szoliton megközelítés; a pontosabb AdS/QCD megközelítés, amely kiterjeszti azt a gluonok húrelméletével; különböző QCD ihletésű modellek, mint például a zsák modell és a konzisztens kvark modell, amelyek az 1980-as években voltak népszerűek; és az SVZ összeg szabályok, amelyek durva közelítő tömeg számításokat tesznek lehetővé. Ezek a módszerek nem olyan pontosak, mint a nyersebb kvantum-színdinamikai szövedék módszerek, legalábbis még nem.
A proton spinje és mágneses momentuma pontosan kijön a standard modell szerint, ha csak a vegyértékkvarkokat vesszük figyelembe.

## Sugár
A proton sugarának nemzetközileg elfogadott értéke 0,8768 femtométer. Ez az érték protonnal és elektronnal elvégzett mérésen alapul.
Azonban 2010. július 5-én, egy nemzetközi kutatócsoport képes volt méréseket végezni protonnal és egy negatív töltésű müonnal. Ezen mérések hosszú és alapos elemzése után a csapat arra a következtetésre jutott, hogy a proton sugarának négyzetes közepe 0,84184(67) fm; amely eltér a CODATA által rögzített 0,8768 femtométeres értéktől.
A nemzetközi kutatócsoport – mely tagjai közt tudhat tudósokat a garchingi Max Planck Institute of Quantum Optics-ből (MPQ), a müncheni Ludwig-Maximilians-Universität-ről (LMU), a németországi Institut für Strahlwerkzeuge-ből (IFWS), az Universität Stuttgart-ról, illetve a portugáliai University of Coimbra-ról – amely ezt az eredményt kapta, most megpróbálja megmagyarázni az ellentmondást, és újra megvizsgálja a két korábbi nagy pontosságú mérés eredményeit és bonyolult számításait. Ha nem találnak hibát a mérésekben vagy a számításokban, lehet, hogy felül kell vizsgálni a világ legpontosabb és legjobban bevált alapvető elméletét; a kvantum-elektrodinamikát.
A Science folyóiratban 2013 januárjában leírt kísérletben ugyanezen kutatócsoport bejelentette, hogy a proton sugara müonikus (egzotikus) hidrogénben (beleértve a negatív töltésű müont is) 0,84087(39) fm.

## Szabad protonok reakciója az anyaggal
Megfelelően alacsony hőmérsékleten a szabad protonok elektronokhoz kötődnek. Bár a protonok affinitást mutatnak az ellentétes töltésű elektronokkal, a szabad protonoknak sebességet (és kinetikus energiát) kell veszíteniük annak érdekében, hogy kötődhessenek az elektronokhoz; mivel az elektromágneses kölcsönhatás egy viszonylag kis energiájú kölcsönhatás az erős kölcsönhatáshoz képest. A közönséges anyagon áthaladó nagy energiájú protonok más atommagokkal való ütközések, valamint atomok ionizálása (elektronjaik eltávolítása) során energiát veszítenek, amíg eléggé le nem lassulnak ahhoz, hogy egy normál atom elektronfelhője befoghassa őket. a kötött protonok jellege nem változik, továbbra is protonok maradnak. Az anyagban nagy sebességgel haladó proton az elektronokkal és az atommagokkal való kölcsönhatása következtében lelassul, míg egy atom elektronfelhője be nem fogja. Az eredmény egy hidrogéntartalmú molekula. Vákuumban, szabad elektronok jelenlétében egy kellően lassú szabad protont befoghat egyetlen elektron, így semleges hidrogén atomot képezve, amely kémiailag egy szabad gyök. Az ilyen „szabad hidrogénatomok” hajlamosak kémiai reakcióba lépni számos más, jelentősen alacsonyabb energiájú atommal. Amikor a szabad hidrogénatomok reakcióba lépnek egymással, semleges hidrogén molekulát (H2) alkotnak, amely a leggyakoribb molekuláris összetevője a csillagközi térben lévő molekulafelhőknek. Az ilyen hidrogénmolekulák a Földön (sok más felhasználás mellett) kényelmes protonforrásként szolgálnak a gyorsítók számára (a protonterápiában), illetve a többi hadron részecskefizikai kísérletei számára, amelyhez szükség van protonok gyorsítására; utóbbi legerősebb és legismertebb példája a Nagy Hadronütköztető (Large Hadron Collider).
Azonban egy ilyen elektronnal való kötés kialakítása során, a kötött proton jellege nem változik, és a továbbiakban is proton marad. A kis energiájú szabad protonok és a normál anyagban lévő elektronok közti vonzerő megállítja a szabad protonokat és arra készteti azokat, hogy új kémiai kötést alakítsanak ki az atommal. Egy ilyen kötés bármely eléggé „hideg” hőmérsékleten (pl.: a Nap felszínének hőmérsékletéhez viszonyítva), és bármilyen típusú atommal létrejön. Így bármilyen normál (nem-plazma) anyaggal való kölcsönhatás során, az alacsony sebességű szabad protonok bármely atom vagy molekula – amelyekkel kapcsolatba kerülnek – elektronjához vonzódnak, összekapcsolva a protont és a molekulát. Az ilyen molekulákra a protonált kifejezést használják; és ennek eredményeképpen, kémiailag gyakran úgynevezett Brønsted savakká válnak.

## Proton a kémiában

### Rendszám
A kémiában az atommagban lévő protonok száma a rendszám; amely meghatározza azt a kémiai elemet, amelyhez az adott atom tartozik. Például a klór rendszáma 17; ez azt jelenti, hogy minden egyes klóratomban összesen 17 proton található; illetve az összes 17 protont tartalmazó atom klóratom. Az atomok kémiai tulajdonságait a negatív töltésű elektronok száma határozza meg, amely semleges atomok esetén megegyezik a pozitív protonok számával, így az atom teljes töltése nulla. Például, a semleges 17Cl atom 17 protont és 17 elektront, ezzel szemben a 17Cl− anion 17 protont és 18 elektront tartalmaz, így töltése −1.

### Hidrogénion
A kémiában a proton kifejezés a hidrogénionra (H+) utal. Mivel a hidrogén rendszáma 1, a hidrogénionnak nincs elektronja és így megfelel egy „csupasz” atommagnak, amely egy protonból (és a legnagyobb előfordulású (prócium 1H) izotóp esetén nulla neutronból) áll. A proton egy „csupasz töltés”, a sugara a hidrogénatoménak 1/64 000-ede, és ezért kémiailag különösen reaktív. Ebből következően a szabad proton élettartama rendkívül rövid a kémiai rendszerekben, mint például a folyadékokban, és azonnal reakcióba lép bármely rendelkezésre álló molekula elektronfelhőjével. Vizes oldatban oxóniumiont H3O+ képez, amelyet a vízmolekulák csoportjai (pl.: [H5O2]+ és [H9O4]+) tovább szolvatálnak.
Az H+ átadást a sav-bázis reakciókban általában proton átadásnak, vagy proton transzfernek nevezik. A savat proton donornak, a bázist proton akceptornak is nevezik. Hasonlóképpen a biokémiai kifejezések, mint például a proton pumpa és proton csatorna, a hidratált H+ ionok mozgására utalnak.

### Proton NMR
Szintén a kémiában használatos a proton NMR kifejezés; amely a hidrogén-1 atommagok mágneses magrezonanciával történő megfigyelését jelenti (általában szerves) molekulákban. Ez a módszer a proton spin kvantumszámán alapul, mely a proton esetében 1/2. A kifejezés a protonok vizsgálatára utal, mivel a szerves anyagokban előfordul a prócium (1H); és nem arra, hogy a vegyületben szabad protonok vannak.

## Protonok a kozmikus sugárzásban
Az Apollo Holdfelszíni Műszercsomag (ALSEP) megállapította, hogy a napszélben található részecskék több mint 95%-át elektronok és protonok alkotják, körülbelül egyenlő számban.
Mivel a Solar Wind spektrométer folyamatos méréseket végzett, megfigyelhetővé vált, hogy a Föld mágneses mezeje hogyan befolyásolja az érkező napszél-részecskéket. Minden keringési periódus két-harmadáig a Hold a Föld mágneses mezején kívül tartózkodik. Ilyenkor a tipikus proton sűrűség 10–20 db/cm³; és a protonok többségének sebessége 400–650 km/s. Minden hónapban, körülbelül öt napig a Hold a Föld geomágneses farkában jár, és így a napszél-részecskék jellemzően nem detektálhatóak. A holdi pályájának fennmaradó részén, a Hold a magnetoburok néven ismert átmeneti régióban van, ahol a Föld mágneses mezeje hatással van a napszélre, de nem takarja ki teljesen. Ebben a régióban a részecske fluxus csekélyebb, a tipikus proton sebesség 250 és 450 km/s közötti. A holdi éjszaka során a spektrométert a napszél ellen maga a Hold árnyékolta le, és nem mértek napszél-részecskéket.
Az űrben Naprendszeren kívüli eredetű protonok is előfordulnak a kozmikus sugárzásban; ahol a teljes részecske fluxus mintegy 90%-át teszik ki. Ezek a protonok gyakran magasabb energiájúak, mint a napszélbeli protonok, de intenzitásuk jóval egységesebb és kevésbé változó, mivel a Napból származó protonok keletkezését jelentősen befolyásolják olyan szoláris proton események, mint például a koronakidobódás.

## A protonsugárzás élettani hatása
Kutatások vizsgálták a protonok emberi egészségre gyakorolt hatását, tipikusan az űrrepülések során tapasztalható dózisét. Konkrétabban, vannak remények arra nézve, hogy azonosíthatóak a proton expozíció miatt kialakuló rák által károsított kromoszómák, és meghatározható a károsodás mértéke. Javasolt tanulmányi téma az űrhajók elektromos feltöltődése a bolygóközi proton bombázás hatására. Léteznek további tanulmányok, amelyek az űrutazásra vonatkoznak, beleértve a galaktikus kozmikus sugárzást, illetve a szoláris proton eseményt, és ezek lehetséges egészségügyi hatásait.
Az STS–65 űrrepülés során elvégzett élettudományi vizsgálatok bizonyították a nehéz ionok kiváltotta molekuláris károsodások súlyosságát a mikroorganizmusokban, beleértve az Artemia cisztákat is.

## Antiproton
A CPT-szimmetria erőteljes korlátokat szab a részecskék és antirészecskék relatív tulajdonságaira. Például, a proton és az antiproton töltésének összege pontosan nulla kell, hogy legyen. Ezt az egyenlőséget 108 pontossággal igazolták. A két részecske tömegének egyenlőségét ennél nagyobb pontossággal is bebizonyították. Az antiprotonokat Penning-csapdában tartva a részecskék töltés/tömeg aránya 6·109 pontossággal egyezik. Az antiproton mágneses momentumát 8·10−3 nukleáris Bohr magneton hibával mérték meg, és így az a protonéval ellentétes előjelű és azonos nagyságú.

## A szépirodalomban
Dániel Anna Hiányzik Szecső című ifjúsági regényében két gimnáziumi diák beszélget arról, hogy milyen lenne olyan kicsinek lenni, mint az atommag, és egyik tanárukról megjegyzik: „Képzeld el Zahonyákot mint protont! (...) Zahonyák proton dühében szétrobban. Vagy hasad? ...”.

## Fordítás
- Ez a szócikk részben vagy egészben  a   Proton című angol Wikipédia-szócikk ezen változatának fordításán alapul.  Az eredeti cikk szerkesztőit annak laptörténete sorolja fel. Ez a jelzés csupán a megfogalmazás eredetét és a szerzői jogokat jelzi, nem szolgál a cikkben szereplő információk forrásmegjelöléseként.